# Emil Hegle Svendsen
Emil Hegle Svendsen (n. 12 iulie 1985, Trondheim, Norvegia) este un biatlonist ce a reprezentat Norvegia, medaliat olimpic. A participat la 4 ediții ale Jocurilor Olimpice (2006, 2010, 2014, 2018) în care a câștigat 4 medalii de aur, 3 medalii de argint și o medalie de bronz.